# Alekseev

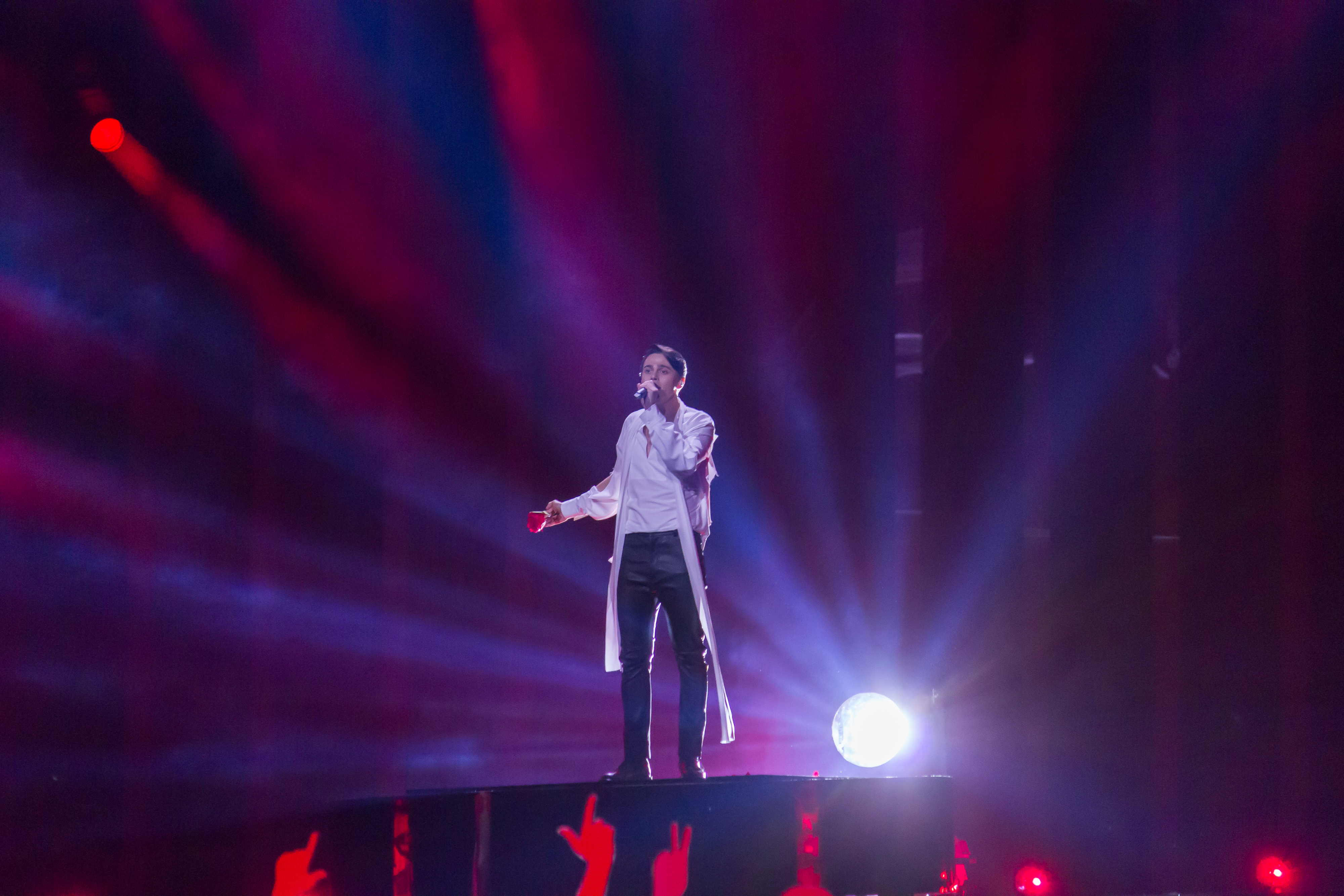
ALEKSEEV a 2018-as Eurovíziós Dalfesztivál első elődöntőjének próbáján, Lisszabonban

Nikita Volodimirovics Alekszejev vagy művésznevén csak Alekseev (Kijev, 1993. május 18. –) ukrán énekes és dalszerző. Ő képviselte Fehéroroszországot a 2018-as Eurovíziós Dalfesztiválon, Lisszabonban.

## Zenei karrier
Zenei karrierje 2014-ben indult, amikor elindult a The Voice című énekes-tehetségkutató verseny ukrán verziójának negyedik évadjában, ahol az elődöntőig jutott.
2018-ban Forever című dalával elindult a fehérorosz eurovíziós nemzeti döntőn, amit maximális ponttal megnyert, így ő képviselhette Fehéroroszországot Lisszabonban. Az elődöntőből nem sikerült továbbjutnia, mivel a 16. helyen végzett 65 ponttal.

## Diszkográfia

### Stúdióalbumok
- Пьяное солнце (2016)

### Kislemezek
- Всё успеть (2014)
- Больно, как в раю (2015)
- А я плыву (2015)
- Пьяное солнце (2015)
- Снов осколки (2016)
- OMA (2016)
- Океанами стали (2016)
- Чувствую душой (2017)
- Forever (2018)

### Videóklipek
- Всё успеть (2014)
- А я плыву (2015)
- Пьяное солнце (2015)
- OMA (2016)
- Снов осколки (2016)
- Океанами стали (2016)
- Чувствую душой (2017)
- Forever (2018)